# 黃開基
黃開基（1790年9月24日—1857年1月2日），字丕受，號自堂，四川重慶府永川縣（今屬重慶市）人，清朝政治人物，舉人出身。

重慶府永川縣西枇杷灣黃開基神道碑

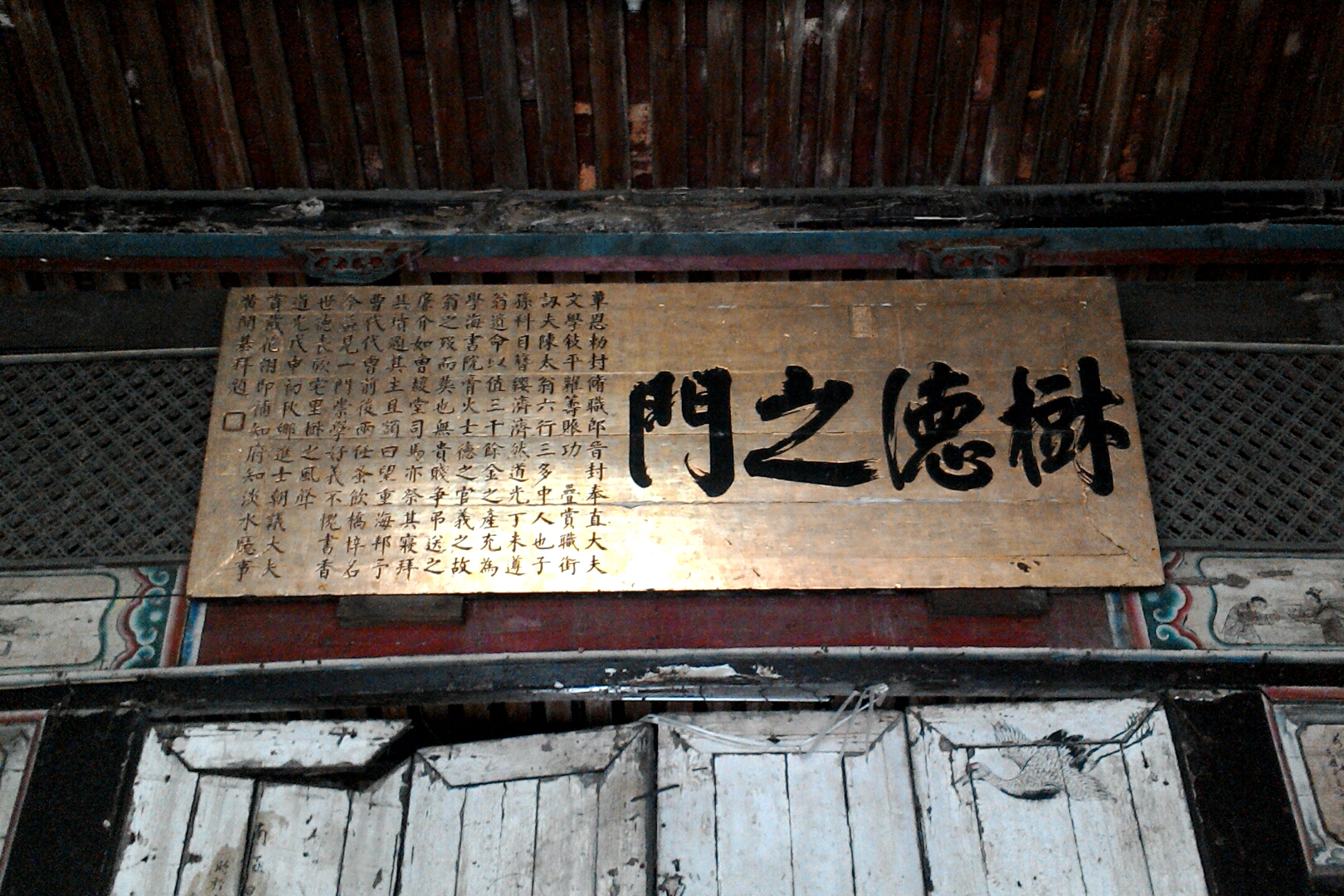
陳悅記祖宅中臺灣府淡水撫民同知黃開基所贈「樹德之門」匾，1848年。

## 生平[2]
歷任福建平和縣知縣，調署彰化縣，署鹿港同知，特補臺防同知，道光二十五年（1845年）任台灣府淡水撫民同知，次年署彰化縣知縣，道光二十八年（1848年）回任彰化縣知縣。咸豐初元擢台灣府知府。旋即因病咯血，調離台灣。年六十七，卒於家。